# Império do Espírito Santo da Luz

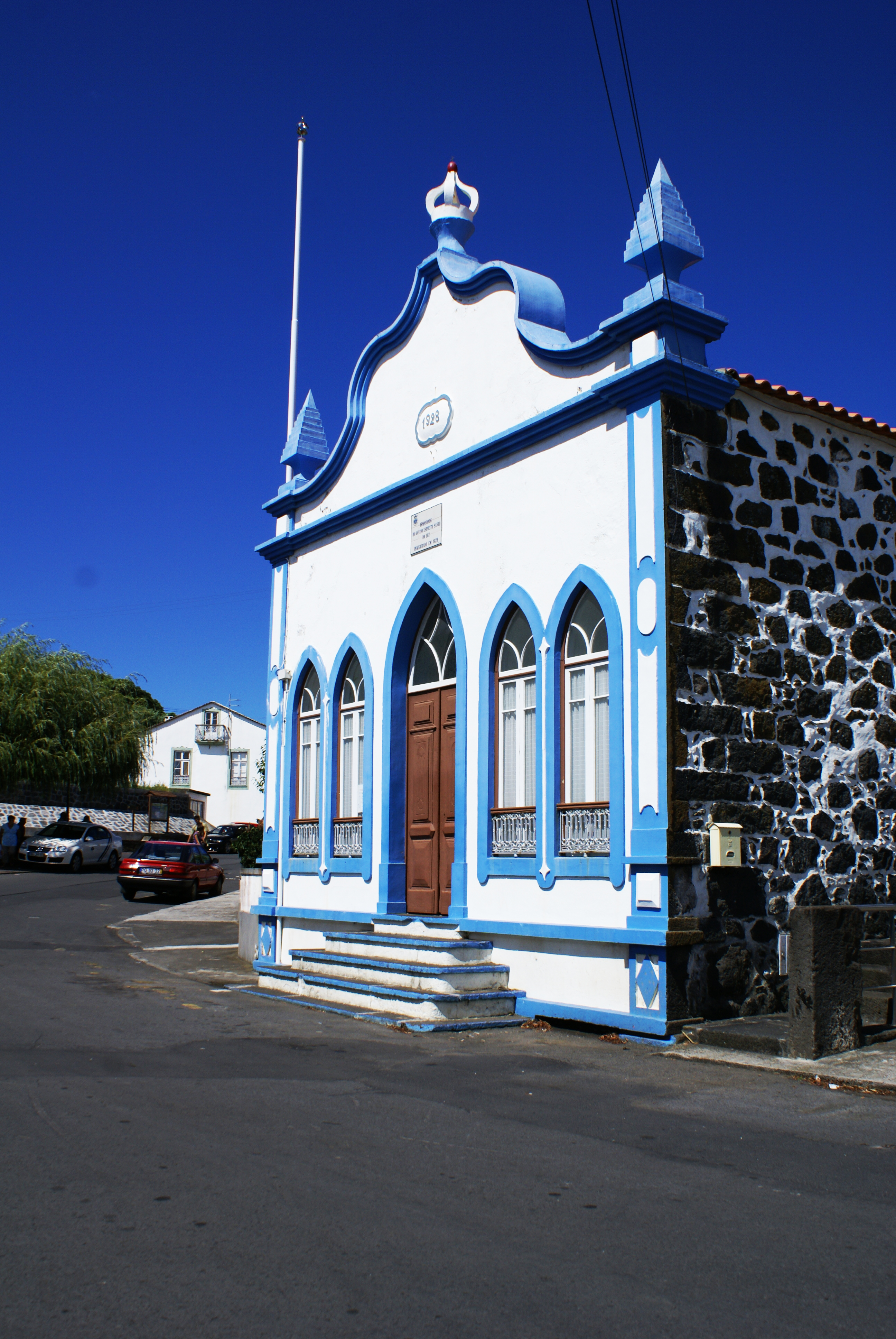
Império do Espírito Santo da Luz.

O Império do Espírito Santo da Luz é um Império do Espírito Santo português que se localiza na aldeia da Luz, concelho de Santa Cruz da Graciosa, ilha Graciosa, arquipélago dos Açores.
Este templo dedicado à evocação do Divino Espírito Santo tem como data de construção o ano de 1928 do século XX.